# تسرب دبس هونولولو
تسرب دبس هونولولو في سبتمبر 2013، تسرب 1.400 طن من دبس السكر إلى ميناء هونولولو. تم اكتشاف التسرب في 9 سبتمبر 2013. كان سببه عيب في الأنبوب، حيث تولت شركة الشحن ماتسون للملاحة المسؤولية. دبس السكر منتج غير منظم ولم يكن لدى ماتسون ولا المسؤولين الحكوميين خطة طوارئ للرد على تسرب الدبس. كان من المتوقع أن تؤدي التيارات الطبيعية والطقس في النهاية إلى تخفيف وطرد الدبس من الميناء وبحيرة قريبة.
أفاد الغواصون في منطقة المرفأ أن جميع أشكال الحياة البحرية في المنطقة قد قُتلت بسبب الدبس، الذي غرق على الفور في قاع المرفأ وتسبب في نزع الأكسجين على نطاق واسع. أصيب أو قُتل أعضاء من مختلف أنواع الشعاب المرجانية، وخُنق وماتت أكثر من 26.000 سمكة وأعضاء من الأنواع البحرية الأخرى.
تنتج الكسندر وبالدوين دبس السكر من قصب السكر الطازج، وتشحنه إلى البر الرئيسي لتتم معالجته وبيعه. كان ماتسون ينقل دبس السكر من ميناء هونولولو لمدة 30 عامًا وفي ذلك الوقت كان يشحنه مرة واحدة تقريبًا في الأسبوع.

## المتابعة
في 20 سبتمبر 2013 أصدرت وزارة النقل في هاواي أمرًا يقضي بأن جميع الشركات التي تضخ المنتجات عبر خطوط أنابيب الميناء يجب أن تزود الدولة بوثائق حول عمليات التفتيش على خطوط الأنابيب وخطط الاستجابة للانسكاب. في السابق لم يكن هناك حاجة إلى مثل هذا الإبلاغ. نظرًا لأنه يكاد يكون من المستحيل تنظيف مثل هذه الانسكابات، تركز الخطة على الوقاية والكشف المبكر، مع عمليات تفتيش منتظمة لخطوط الأنابيب ومراقبة كل ساعة لعمليات النقل.